# 平賀真帆
平賀 真帆（ひらか まほ、2004年11月27日 - ）は、日本の女子バスケットボール選手である。ポジションはポイントガード。Wリーグのデンソーアイリス所属。

## 来歴
岩手県出身。
桜花学園高等学校でインターハイとウィンターカップ優勝。
2023年1月、デンソーアイリスにアーリーエントリーとして加入し、卒業後正式加入。